# Erwann Surcouf
Erwann Surcouf, né à Laval le 27 juin 1976, est un illustrateur et dessinateur de bande dessinée français. À l'issue du Plus Petit et Plus Informel Festival de BD au Monde en 2009, il se voit attribuer le surnom « Le Meilleur » par les organisateurs de ce festival.

## Biographie

### Formation
Après un bac Économique et Social au Lycée Douanier-Rousseau de Laval, suivi d’une mise à niveau en arts appliqués au lycée Léonard-de-Vinci de Montaigu en Vendée, il part étudier à l'École des Arts décoratifs de Strasbourg.
Il complète son cursus par une formation à l'école d'animation des Gobelins.

### Illustration
Il commence à produire en 2002 des illustrations pour des magazines jeunesse, comme Je lis des histoires vraies chez Fleurus et pour des romans jeunesse. Il a entre autres illustré chez Gallimard les couvertures de la série des Sally Lockhart, du Britannique Philip Pullman.
En septembre 2020, il dessine la couverture et participe à l'illustration de l'ouvrage 40 ans de jeu de rôle, tome 2 : 1984-1993, publié par La Cour d'Obéron,.

### Bande dessinée

#### Ouvrages
Sa première bande dessinée Erminio le Milanais, scénarisée par son ancien professeur Béhé, en collaboration avec Amandine Laprun, illustratrice, est parue en février 2006 aux éditions Vents d'Ouest. Cette œuvre de 130 pages a reçu un très bon accueil critique sur BD Gest et du9.
En 2009 est paru Le Chant du pluvier avec les mêmes scénaristes, aux éditions Delcourt .
En janvier 2016, il publie une bande dessinée de science-fiction, de type Open space opera, Pouvoirpoint, aux éditions Vide Cocagne, et en 2017, il réalise les dessins de l'album Mars Horizon sur un scénario de Florence Porcel paru chez Delcourt ,.
En janvier 2020, il publie chez Dargaud le premier volume d'une nouvelle série intitulée Les Sauroctones, les aventures de trois ados tueurs de monstres dans un monde post-apocalyptique,. Le deuxième tome est paru au printemps 2021 et le troisième en janvier 2023. 

#### Revues
Erwann Surcouf a aussi fait paraître plusieurs planches humoristiques dans les pages du magazine Psikopat et de 2009 à 2011 dans la revue Lapin, éditée par l'Association. Il continue parallèlement de participer à quelques fanzines dont le Soupir no 1 et le Nekomix 7 du fanéditeur Nekomix, et à des manifestations comme les 24 heures de la bande dessinée.
Il participe régulièrement aux revues Topo et So Film.

#### Numérique
Erwann Surcouf tient un blog. Il participe au blog collectif Chicou-Chicou en 2008 aux côtés de divers collaborateurs, blog dans lequel il incarnait Fern, un personnage venu de Ďrzavăstaňiä (pays fictif de l'Est).
Du 1er mars 2010 à juin 2012, il participe au feuilleton en ligne Les Autres Gens scénarisé par Thomas Cadène, publié par la suite en recueil aux éditions Dupuis,.
Entre juin et août 2017, il illustre quotidiennement le feuilleton dessiné Été, scénarisé par Thomas Cadène, Joseph Safieddine. Conçue pour le réseau social Instagram, et co-produite par Arte, cette chronique a ensuite été publiée en version papier aux Éditions Delcourt.
À partir d'octobre 2017, il a assuré pour Arte Series une récapitulation de chaque épisode de la saison 8 de la série The Walking Dead.

## Œuvres

### Albums
- Erminio le Milanais, scénario de Béhé et Amandine Laprun, Vent d'Ouest, coll. « Intégra », 2006
- Un soir d'été, Danger Public, coll. Miniblog, 2007
- Le Chant du pluvier, scénario de Béhé et Amandine Laprun, Delcourt, coll. « Mirages », 2009
- Pouvoirpoint, éditions Vide Cocagne, 2016, réédité en 2018.
- Mars Horizon, scénario de Florence Porcel, Delcourt, coll. « Octopus », 2017.
- Été, scénario de Thomas Cadène et Joseph Safieddine, Delcourt, hors série, 2017.
- Les Sauroctones, Dargaud.
  - Tome 1, 2020.
  - Tome 2, 2021.
  - Tome 3, 2023.

### Collectif
- Planète Froute froute, dans Boule de neige, Delcourt, coll. « Shampooing », 2007.
- La Rumeur, autoédition, 2007.
- Le Diable dans le beffroi, dans Histoires fantastiques d'Edgar Allan Poe, Asteure, 2008.
- Chicou-Chicou, Delcourt, coll. Shampooing, 2008.
- Le Dico des blogs, Foolstrip, 2009.
- Tribute to Popeye, Charrette, coll. 12x16, 2010.
- XX MMX, L'Association, 2010.
- Les autres gens, saisons 1 à 18, Dupuis, 11 volumes, 2011-2013.
- Axolot tome 1 de Patrick Baud, Delcourt, 2014 (segment Ils dansent)
- Axolot tome 5 de Patrick Baud, Delcourt, 2021 (plusieurs segments sur les projets qui défient le temps)

### Illustrations de livres jeunesse
- C'est pas sorcier d'être… un Gladiateur, Madeleine Deny, Nathan, C'est pas sorcier d'être… c'est-toi le héros, 2007  (ISBN 9782092515464).

## Nominations
- Pouvoir Point, nommé au festival Utopiales.
- Mars Horizon, nommé au festival Utopiales.
- Les Sauroctones, tome 1, nommé aux Pépites du Salon du livre et de la presse jeunesse de Montreuil 2021.
- Les Sauroctones, tome 2, nommé dans la Sélection Jeunesse du Festival d’Angoulême 2022.